# IC 5261
IC 5261 ist eine lichtschwache Balken-Spiralgalaxie vom Hubble-Typ SBc im Sternbild Aquarius auf der Ekliptik. Sie ist schätzungsweise 147 Millionen Lichtjahre von der Milchstraße entfernt und hat einen Durchmesser von etwa 65.000 Lichtjahren.

Im selben Himmelsareal befindet sich u. a. die Galaxie NGC 7392.
Das Objekt wurde am 11. September 1896 von Lewis Swift entdeckt.